# Santiaxis copima
Santiaxis copima là một loài bướm đêm trong họ Noctuidae.